# Arentim e Cunha
Arentim e Cunha (oficialmente: União das Freguesias de Arentim e Cunha) é uma freguesia portuguesa do município de Braga, com 5,72 km² de área e 1406 habitantes (censo de 2021). A sua densidade populacional é 245,8 hab./km².

## História
Foi constituída em 2013, no âmbito de uma reforma administrativa nacional, pela agregação das antigas freguesias de Arentim e Cunha e tem a sede em Arentim.

## Demografia
A população registada nos censos foi:
| Distribuição da População por Grupos Etários | Distribuição da População por Grupos Etários | Distribuição da População por Grupos Etários | Distribuição da População por Grupos Etários | Distribuição da População por Grupos Etários |
| -------------------------------------------- | -------------------------------------------- | -------------------------------------------- | -------------------------------------------- | -------------------------------------------- |
| Ano                                          | 0-14 Anos                                    | 15-24 Anos                                   | 25-64 Anos                                   | > 65 Anos                                    |
| 2001                                         | 312                                          | 260                                          | 875                                          | 205                                          |
| 2011                                         | 238                                          | 160                                          | 916                                          | 216                                          |
| 2021                                         | 145                                          | 163                                          | 784                                          | 314                                          |

À data da junção das freguesias, a população registada no censo anterior (2011) foi:
| Freguesia atual | Freguesia atual  | Freguesia atual | Freguesias antigas | Freguesias antigas | Freguesias antigas |
| Freguesia       | População (2011) | Área (km²)      | Freguesia          | População (2011)   | Área (km²)         |
| --------------- | ---------------- | --------------- | ------------------ | ------------------ | ------------------ |
| Arentim e Cunha | 1406             | 5,72            | Arentim            | 884                | 2,41               |
| Arentim e Cunha | 1406             | 5,72            | Cunha              | 646                | 3,31               |